# 프레드 오트의 재채기

프레드 오트의 재채기(Fred Ott's Sneeze)는 1894년에 윌리엄 K.L. 딕슨이 촬영하고 프레드 오트가 출연한 단편, 흑백, 무성 영화이다. 저작권이 있으면서 생존한 영화 가운데 가장 오래된 것이다.
대략 5초 분량의 이 영화는 1894년 1월 촬영되었으며 토머스 에디슨의 조수들 중 한 명인 프레드 오트는 코담배를 하고 재채기를 하는 모습을 보인다.

## 같이 보기
- 1894년 영화
- 재채기